# كولن لونغ
كولن لونغ (بالإنجليزية: Colin Long)‏ هو لاعب هوكي الجليد أمريكي، ولد في 19 يونيو 1989 في سانتا آنا في الولايات المتحدة.

## وصلات خارجية
- كولن لونغ على موقع دوري الهوكي الوطني (الإنجليزية)
- كولن لونغ على موقع EliteProspects.com (الإنجليزية)
- كولن لونغ على موقع HockeyDB.com (الإنجليزية)